# Flux
Flux – pakiet oprogramowania graficznego 3D wydany przez Media Machines składający się z Flux Player i Flux Studio.
Flux Player to przeglądarka VRML/X3D, która funkcjonowała zarówno jako wtyczka w Internet Explorerze, jak i jako samodzielny program dla Windows. Flux Studio to edytor VRML/X3D, który funkcjonował w Microsoft Windows. Oba programy dało się uruchomić pod Windows Me/2000 i wyższymi.
Flux Player i Flux Studio były dostępne za darmo do dowolnego użytku pod własnościową licencją Flux Player i Flux Studio.
Oprogramowanie Flux było rozwijane przez Tony'ego Parisiego, który wcześniej współpracował z Markiem Pesce'em przy tworzeniu eksperymentalnego prototypu VRML zwanego Labyrinth. Tony Parisi zaczął rozwijać i rozprowadzać Intervista/PLATINUM WorldView, przeglądarkę VRML klasy profesjonalnej, w której zostały wprowadzone paski nawigacyjne. Flux Studio potrafił skutecznie importować i eksportować pliki *.WRL, *.X3DV i *.X3D.
Startowa wersja dystrybucyjna Flux Player 2.0 i Flux Studio 2.0 została wypuszczona 21 lutego 2007 roku; podczas gdy finalna wersja dystrybucyjna Flux Player 2.1 i Flux Studio 2.1 została wypuszczona 28 maja 2007 roku.

## Przejęcia
W maju 2008 firma MediaMachines została przemianowana na firmę Vivaty, a oprogramowanie Flux Player i Flux Studio zostało przemianowane na Vivaty Player i Vivaty Studio. Jednak, 16 kwietnia 2010, firma Vivaty została zlikwidowane a następnie przejęte przez Microsoft. Vivaty Player wraz z Vivaty Studio są już dłużej niedostępne. Zarówno Vivaty Player jak i Vivaty Studio wspierały Windows XP/Vista i wyższe.